# João, o Diácono de Latrão
João, conhecido como cônego de Latrão ou diácono de Latrão (fl. século XII) foi um diácono, cônego e cronista religioso medieval romano que viveu na segunda metade do século XII e serviu na Basílica de São João de Latrão. Ele compilou uma obra sobre esta basílica papal e dedicou-a, no prefácio, ao papa Alexandre III (c. 1100/1105-1181), o que fornece uma indicação sobre a data de sua composição. Era obviamente um objetivo secundário do autor ao compor esta obra apoiar os cônegos de Latrão na disputa por precedência contra os cônegos da Basílica de São Pedro.